# 1803 en santé et médecine
| Années de la santé et de la médecine : 1800 - 1801 - 1802 - 1803 - 1804 - 1805 - 1806    |
| Décennies de la santé et de la médecine : 1770 - 1780 - 1790 - 1800 - 1810 - 1820 - 1830 |

Cet article présente les faits marquants de l'année 1803 en santé et médecine.

## Évènements
- 10 mars : loi du 19 ventôse An XI, due à Antoine-François Fourcroy, qui réforme en France l'exercice de la médecine[1]. Elle « instaure deux grades dans l’exercice de la médecine (le doctorat et l’officiat[2]) ».
- 3 août : création officielle de la Société de pharmacie de Paris, future Académie nationale de pharmacie.
- 8 octobre : un décret du 15 vendémiaire an XI nomme Louis-Nicolas Vauquelin directeur de l'École de pharmacie de Paris, Jean-Nicolas Trusson, directeur adjoint et Jean-Pierre René Chéradame, trésorier[3].
- Le docteur Embry de Montpellier réalise le premier accouchement dans l'eau documenté d'une dame noble dans sa baignoire[4].

## Publications
- Pierre Jean Georges Cabanis (1757-1808), Du degré de certitude de la médecine.
- Pierre-Jean-Baptiste Chomel, Abrégé de l'histoire des plantes usuelles : contenant leurs différens noms latins, français et vulgaires, leur dose, leurs principales compositions en pharmacie, et la manière de s'en servir.
- André Marie Constant Duméril, Essai sur les moyens de perfectionner et d'étendre l'art de l'anatomiste.
- Nicolas-Pierre Gilbert, Histoire médicale de l'armée française à Saint-Domingue, en l'an dix ; ou, Mémoire sur la fièvre jaune, avec un aperçu de la topographie medicale de cette colonie — Gilbert, fraîchement revenu de l'expédition de Saint-Domingue, rend compte de l'épidémie de fièvre jaune qui a affecté le corps expéditionnaire et a notamment tué le général Charles Victoire Emmanuel Leclerc, chef de l'expédition.
- Jean Marc Gaspard Itard, Dissertation sur le pneumothorax ou les congestions gazeuses qui se forment dans la poitrine, thèse d'Itard, élève de René Laënnec, première description du pneumothorax.
- Dominique-Jean Larrey, Relation historique et chirurgicale de l'expédition de l'armée d'Orient, en Égypte et en Syrie.
- (en) Thomas Percival, Medical ethics, or a Code of institutes and precepts, adapted to the professional conduct of physicians and surgeons, première apparition de l'expression « éthique médicale ».
- Thomas Masterman Winterbottom (en) décrit la trypanosomiase humaine africaine, ou maladie du sommeil. Il décrit aussi l'état de la médecine en Sierra Leone[5].

## Naissances
- 14 février : John Thomas Perceval (mort en 1876), officier de l'armée britannique enfermé dans un asile d'aliénés pendant trois ans et qui a passé le reste de sa vie à faire campagne pour la réforme des lois sur l'internement.
- 26 février : Arnold Adolph Berthold (mort en 1861), médecin, physiologiste et anatomiste allemand.
- 23 avril : Alexandre Grigorievitch Fischer von Waldheim (mort en 1884), médecin, zoologiste et botaniste russe d'origine allemande, fils de Gotthelf Fischer von Waldheim (1771-1853) et père d'Alexandre Alexandrovitch Fischer von Waldheim (1839-1920)[6].

## Décès
- 19 janvier : Marcus Herz (né en 1747), médecin et philosophe allemand[7].
- 11 février : Anton Freiherr von Störck (de) (né en 1731).
- 13 février : Joseph de Carrère (né en 1740), fils de médecin, inspecteur général en 1773 des eaux minérales[8].
- 25 juillet : Melchior Adam Weikard (de) (né en 1742), médecin et philosophe des Lumières[9].

- 26 août : Antoine Quinquet (né en 1745), pharmacien français[10].